# جزایر فالکلند
جزایر فالکلند (به انگلیسی: Falkland Islands یا جزایر مالویناس (به اسپانیایی: Islas Malvinas‎) منطقه‌ای بریتانیایی در جنوب اقیانوس اطلس و در نزدیکی نوک جنوبی آمریکای جنوبی است با مناظر بکر و حیات‌وحش متنوع. این مجمع‌الجزایر متشکل از بیش از ۷۰۰ جزیره است و مرکز آن، شهر استنلی، در جزیره  فالکلند شرقی قرار دارد. اقتصاد جزایر بر پایهٔ دامداری، ماهی‌گیری، گردشگری و خدمات به کشتی‌ها استوار است.
نیمی از جمعیت حدوداً ۳٬۰۰۰ نفری، بومی جزایرند و تبار بیشترشان بریتانیایی، اسکاتلندی یا ولزی است. نزدیک به ۹۰ درصد ساکنان جزایر فالکلند تبعه یا از تبار بریتانیایی‌اند که به آن‌ها «کِلپر» گفته می‌شود. تنها شهر بزرگ این جزایر، استنلی نام دارد که طبق سرشماری سال ۲۰۰۶ حدود ۲٬۱۱۵ نفر جمعیت دارد. در این جزایر هیچ فروشگاه زنجیره‌ای مانند مک‌دونالد یا استارباکس وجود ندارد و روزنامهٔ محلی «پنگوئن نیوز» تنها هفته‌نامهٔ آن‌هاست.
در این جزایر حدود ۵۰۰٬۰۰۰ رأس گوسفند نگهداری می‌شود که نشان‌دهندهٔ نسبت بسیار بالای دام به انسان است. زبان رسمی، انگلیسی است و شماری از مردم نیز اسپانیایی را به‌عنوان زبان دوم آموخته‌اند. شماره تلفن‌ها پنج‌رقمی هستند و استفاده از تلفن همراه از سال ۲۰۰۵ در این جزایر رایج شده است.
نخستین فرود ثبت‌شده در جزایر به سال ۱۶۹۰ بازمی‌گردد؛ پنج گونه پنگوئن و شمار چشمگیری از آلباتروس ابروسیاه در آنجا زندگی می‌کنند؛ و بهترین زمان بازدید از اکتبر تا آوریل است، زمانی که هوای جزایر نسبتاً معتدل و تماشای حیات‌وحش آسان‌تر است.
جزایر فالکلند که امروزه تحت کنترل بریتانیا قرار دارند، مساحت زیادی دارند اما جمعیت آن‌ها کم است. منابع طبیعی مهمی مانند نفت، گوسفند، سنگ و ماهی در این جزایر یافت می‌شود. شهرت فالکلند بیش از همه به دلیل جنگی است که در ۱۹۸۲ میلادی در آن رخ داد؛ در آن زمان، آرژانتین به جزایر حمله کرد و در ابتدا پیروز شد، اما چند ماه بعد بریتانیا با استفاده از زور کنترل جزایر را دوباره به دست گرفت. از آن زمان تاکنون، جزایر فالکلند تحت حاکمیت بریتانیا باقی مانده‌اند.
جزایر اصلی فالکلند حدود ۳۰۰ مایل (۴۸۰ کیلومتر) در شرق ساحل جنوبی پاتاگونیا در آمریکای جنوبی و حدود ۷۵۲ مایل (۱٬۲۱۰ کیلومتر) از نوک شمالی شبه‌جزیره جنوبگان، در عرض جغرافیایی حدود ۵۲ درجهٔ جنوبی قرار دارند. این مجمع‌الجزایر با مساحت ۴٬۷۰۰ مایل مربع (۱۲٬۰۰۰ کیلومتر مربع)، شامل فالکلند شرقی، فالکلند غربی و ۷۷۶ جزیرهٔ کوچک‌تر است. فالکلند به‌عنوان یک سرزمین فرادریایی بریتانیا، دارای خودگردانی داخلی است و بریتانیا مسئولیت دفاع و امور خارجی آن را بر عهده دارد. مرکز و بزرگ‌ترین سکونت‌گاه این جزایر، شهر استنلی در شرق فالکلند است.
جنجال بر سر کشف و سپس استعمار جزایر فالکلند بین اروپایی‌ها وجود داشته است. در زمان‌های مختلف جزایر تأسیسات فرانسوی، بریتانیایی، اسپانیایی و آرژانتینی داشته است. بریتانیا حاکمیت خود را در سال ۱۸۳۳ بر این جزایر تثبیت کرد، اگرچه آرژانتین ادعای خود را بر این جزایر حفظ کرد. در آوریل ۱۹۸۲ نیروهای آرژانتینی جزایر را اشغال کردند اما مدیریت بریتانیا دو ماه بعد در پایان جنگ فالکلند بر جزایر احیا شد. تقریباً تمام فالکلندی‌ها مایلند که این مجمع‌الجزایر جز قلمرو بریتانیا باقی بماند. با این حال حق حاکمیت بر این جزیره به عنوان یک اختلاف ادامه‌دار بین بریتانیا و آرژانتین باقی‌مانده است.
جمعیت فالکلند (۳٬۳۹۸ ساکن در سال ۲۰۱۶) عمدتاً از بومیان فالکلند تشکیل شده است که بیشتر آن‌ها انگلیسی‌تبار هستند. قومیت‌های دیگر، فرانسوی، جبل‌الطارقی و اسکاندیناویایی هستند. مهاجرت از انگلستان، جزیرهٔ سنت هلن در اقیانوس اطلس جنوبی و شیلی، روند کاهش جمعیت این جزایر را معکوس کرده است. زبان فالکلند غالب (و رسمی) انگلیسی است. بر پایه قانون ۱۹۸۳ ساکنان جزایر فالکلند شهروندان بریتانیا محسوب می‌شوند.
این جزایر در مرز مناطق اقلیم اقیانوسی و توندرا قرار دارند و هر دو جزیرهٔ اصلی دارای مناطق کوهستانی با ارتفاع ۲٬۳۰۰ فوت (۷۰۰ متر) هستند. عمدهٔ فعالیت‌های اقتصادی شامل ماهیگیری، گردشگری و پرورش گوسفند با تأکید بر صادرات پشم با کیفیت بالا است. کاوش نفت با مجوز دولت جزایر فالکلند به علت اختلافات دریایی با آرژانتین محل اختلاف باقی مانده است.

## جغرافیا

نقشهٔ جزایر فالکلند

جزایر فالکلند دارای مساحتی برابر با ۴٬۷۰۰ مایل مربع (حدود ۱۲٬۱۷۳ کیلومتر مربع) و خط ساحلی تخمینی به طول ۸۰۰ مایل (حدود ۱٬۲۸۷ کیلومتر) هستند. این مجمع‌الجزایر شامل دو جزیرهٔ اصلی، فالکلند شرقی و فالکلند غربی، و ۷۷۶ جزیرهٔ کوچکتر است. این جزایر عمدتاً کوهستانی و تپه‌ای‌اند، با استثنای مهم دشت‌های پست لافونیا (یک شبه‌جزیره در بخش جنوبی فالکلند شرقی). جزایر فالکلند از تکه‌های پوسته قاره‌ای حاصل از فروپاشی گوندوانا و گشایش اقیانوس اطلس جنوبی در حدود ۱۳۰ میلیون سال پیش تشکیل شده‌اند. این جزایر در اقیانوس اطلس و بر روی فلات پاتاگونیا قرار دارند، حدود ۳۰۰ مایل (حدود ۴۸۰ کیلومتر) در شرق پاتاگونیا در جنوب آرژانتین.
موقعیت تقریبی جزایر بین عرض‌های جغرافیایی ۵۱°۴۰′ تا ۵۳°۰۰′ جنوبی و طول‌های جغرافیایی ۵۷°۴۰′ تا ۶۲°۰۰′ غربی است. دو جزیرهٔ اصلی این مجمع‌الجزایر با تنگه فالکلند از هم جدا می‌شوند، و بریدگی‌های عمیق در خط ساحلی آن‌ها بندرگاههایی طبیعی پدیدآورده‌اند. در فالکلند شرقی استنلی (پایتخت و بزرگ‌ترین سکونتگاه)، پایگاه نظامی بریتانیا در پایگاه نیروی هوایی مانت پلیزنت و بلندترین نقطهٔ مجمع‌الجزایر یعنی کوه اوسبرن با ارتفاع ۷۰۵ متر قرار دارد. منطقه‌ای خارج از این سکونتگاه‌های اصلی که به‌طور محاوره‌ای «کمپ» نامیده می‌شود، برگرفته از واژهٔ اسپانیایی «campo» به معنای روستا یا حومه است.
اقلیم جزایر فالکلند، سرد، بادی و مرطوب از نوع اقلیم اقیانوسی است. تغییرات آب‌وهوایی روزانه در سراسر مجمع‌الجزایر امری رایج است. بارندگی در بیش از نیمی از سال اتفاق می‌افتد و در استنلی میانگین سالانه آن ۶۱۰ میلی‌متر است؛ برف سبک به‌طور پراکنده در بیشتر روزهای سال می‌بارد. دمای هوا در استنلی معمولاً بین ۲۱٫۱+ تا ۱۱٫۱− درجهٔ سانتی‌گراد است و میانگین دمای ماهانه بین ۹ درجه در ژانویه و فوریه (تابستان) تا ۱− درجه در ژوئیه (زمستان) متغیر است. غرب‌وزان شدید و آسمان ابری در این منطقه رایج‌اند. با وجود ثبت طوفان‌های متعدد در هر ماه، شرایط آب‌وهوایی معمولاً آرام است.

## تنوع زیستی

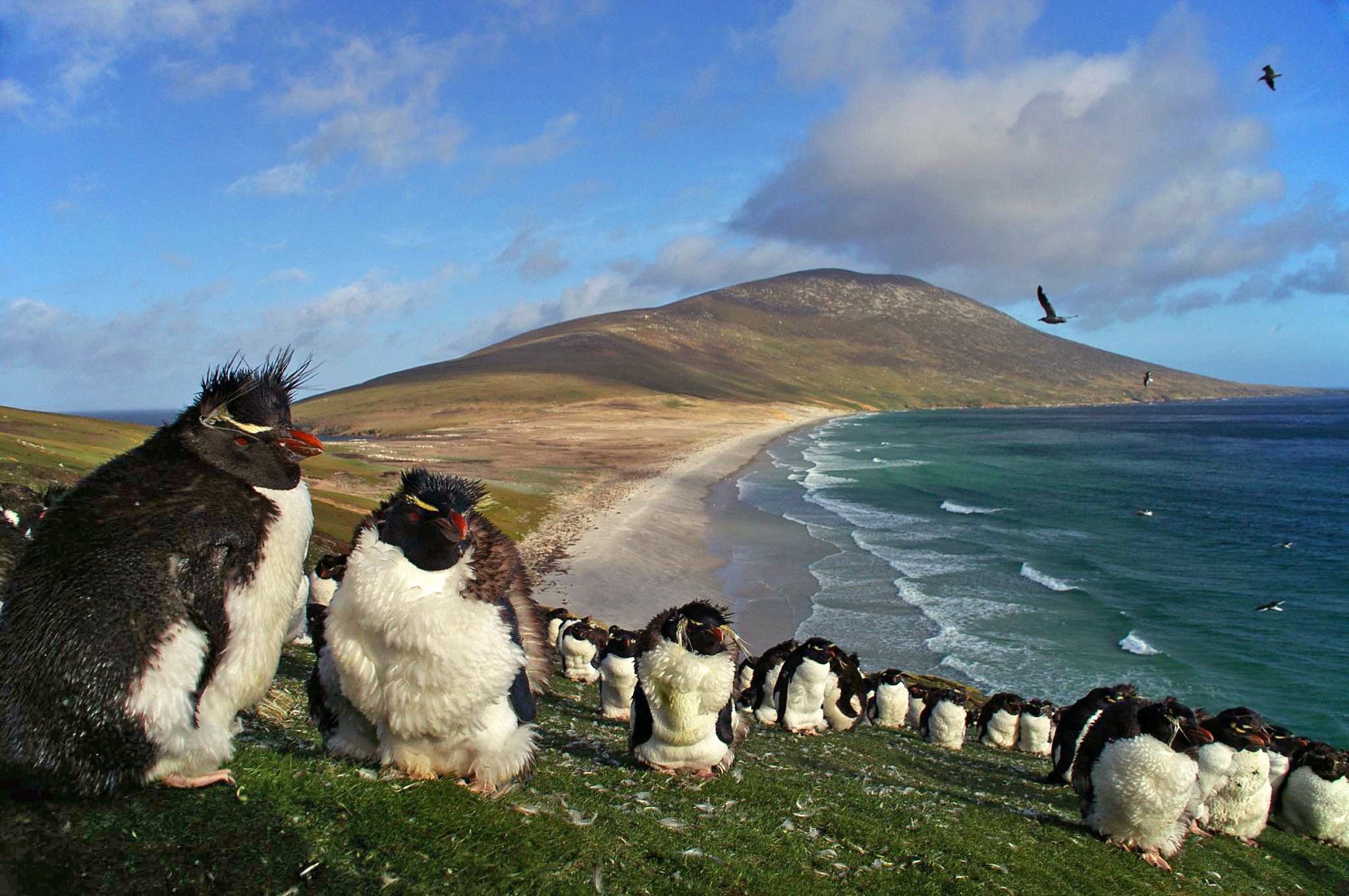
کلونی پنگوئن صخره‌پر جنوبی در جزیره ساوندرز

جزایر فالکلند بخشی از قلمرو جنوبگان در جغرافیای زیستی محسوب می‌شوند، و پیوندهای نیرومندی با پوشش گیاهی و جانوری پاتاگونیا در آمریکای جنوبی دارند. بیشتر پرندگان جزایر فالکلند از گونه‌های خشکی‌زی‌اند. تنها گونه‌های بوم‌زاد پرندگان در این جزایر عبارت‌اند از مرغابی پاروزن فالکلند (ناتوان از پرواز) و الیکایی کاب. ۶۳ گونه پرنده در این جزایر زادآوری می‌کنند، که ۱۴ زیرگونهٔ آن‌ها بوم‌زاد هستند.
در این جزایر تنوع بالایی از بندپایان نیز وجود دارد. پوشش گیاهی بومی جزایر شامل ۱۶۳ گونهٔ آونددار است. بیش از ۴۰۰ گونه گلسنگ و قارچ گلسنگ‌زی در این منطقه ثبت شده‌اند. تنها پستاندار خشکی‌زی بومی این جزایر، یعنی گرگ جزیره فالکلند، توسط مهاجران اروپایی شکار و منقرض شد.
پستانداران دریایی مانند فک فیلی جنوبی و فک خزپوش آمریکای جنوبی، و گونه‌های گوناگون آب‌بازسانان، در پیرامون این جزایر دیده می‌شوند؛ جزایر بیرونی زیستگاه کاراکارای راه‌راه هستند. پنج گونه پنگوئن و برخی از بزرگ‌ترین کلنی آلباتروس‌های جهان نیز در این جزایر حضور دارند. ماهی‌های بوم‌زاد این منطقه عمدتاً از جنس اخترماهی‌ها هستند. جزایر بدون درخت‌اند و پوشش گیاهی آن‌ها از زیردرختچه‌هایی مقاوم در برابر باد تشکیل شده است.
تقریباً تمام سطح خشکی جزایر به چراگاه گوسفندان اختصاص یافته است. گونه‌های واردشده شامل گوزن شمالی، خرگوش، روباه پاتاگونیا، موش قهوه‌ای و گربه هستند. چندین مورد از این گونه‌ها به پوشش گیاهی و جانوران بومی آسیب رسانده‌اند؛ بنابراین دولت تلاش‌هایی برای مهار، حذف یا نابودی روباه‌ها، خرگوش‌ها و موش‌ها انجام داده است. جانوران خشکی‌زی بومی بیشترین آسیب را از این گونه‌های مهاجم دیده‌اند و برخی گونه‌های پرندگان از جزایر بزرگ‌تر ناپدید شده‌اند. میزان تأثیر فعالیت‌های انسانی بر محیط زیست در جزایر فالکلند مشخص نیست، زیرا داده‌های بلندمدت در مورد تغییرات زیست‌بومی اندک است.

## نام‌گذاری
نام فارسی آن برگرفته از انگلیسی است. بر سر نام‌گذاری جزایر و هم‌چنین تقدم در اکتشاف جزایر اختلاف بسیار است. بر اساس روایت انگلیسی، ناخدای انگلیسی جان استرانگ این جزایر را در ۱۶۹۰ کشف کرد و به احترام آنتونی کری، پنجمین وایکانت فالکلند در اسکاتلند این نام را بر این جزایر گذاشت.
- جزایر مالویناس (Islas Malvinas در زبان اسپانیایی، در فرانسوی «Malouines»): این نام را ملوانان فرانسوی در ۱۶۹۰ به این جزایر دادند. این نام از نام سنت مالو در بریتانی فرانسه گرفته شده است.
- جزایر سبالد (Sebald Islands نامی فراموش شده): از هلندی و به افتخار سبالد دویرت.

## تاریخچه
هرچند فوئِگی‌ها از پاتاگونیا ممکن است در دوران پیشاتاریخ به جزایر فالکلند سفر کرده باشند، اما هنگام ورود نخستین اروپاییان، این جزایر فاقد سکنه دائمی بودند. ادعاهای اروپاییان دربارهٔ کشف جزایر به سدهٔ شانزدهم بازمی‌گردد، ولی هنوز اجماعی وجود ندارد که آیا کاوشگران اولیه واقعاً فالکلند را دیده‌اند یا جزایری دیگر در اقیانوس اطلس جنوبی. نخستین فرود بی‌چون‌وچرای ثبت‌شده در این جزایر به ناخدای انگلیسی «جان استرانگ» نسبت داده می‌شود که در سال ۱۶۹۰، در مسیر پرو و شیلی، به تنگه فالکلند وارد شد و منابع آبی و جانوری جزایر را گزارش کرد.
جزایر فالکلند تا سال ۱۷۶۴، که ناخدای فرانسوی لوئی آنتوان دو بوگن‌ویل بندر پورت لوئیس را در فالکلند شرقی بنا کرد، و نیز تأسیس پورت اگمونت در سال ۱۷۶۵ توسط ناخدای بریتانیایی جان بایرون در جزیره ساندرز، ساکن دائمی نداشتند. در ۱۷۶۶، فرانسه ادعای خود را به اسپانیا واگذار کرد و اسپانیا در سال بعد، مستعمرهٔ فرانسوی را به «پورتو سولداد» تغییر نام داد. در ۱۷۷۰، تنش‌هایی آغاز شد، زمانی‌که اسپانیا پورت اگمونت را اشغال کرد. بحران فالکلند (۱۷۷۰) می‌توانست منجر به جنگ شود، اما در ۱۷۷۱، با بازگرداندن پایگاه به بریتانیا، جنگ اجتناب شد.
از آن پس، دو پایگاه اسپانیایی و بریتانیایی تا سال ۱۷۷۴ در کنار هم باقی ماندند، تا آن‌که بریتانیا به دلایل اقتصادی و راهبردی تصمیم به عقب‌نشینی از پایگاهش گرفت، اما با نصب لوحی، مالکیت جزایر را برای شاه جورج سوم حفظ کرد. فالکلند غربی رها شد و پورتو سولداد به مستعمره‌ای تنبیهی بدل گردید. در خلال جنگ‌های ناپلئونی، در سال ۱۸۰۶، فرماندار اسپانیایی جزایر را تخلیه کرد و آخرین پادگان نیز در ۱۸۱۱ ترک کرد. فقط گاوچوها و ماهیگیرانی به‌طور داوطلبانه باقی ماندند.
از آن پس، فقط کشتی‌های ماهیگیری گهگاه به جزایر سر می‌زدند. این وضع تا سال ۱۸۲۰ ادامه داشت، زمانی‌که سرهنگ دیوید جوئِت، یک کشتی‌دار خصوصی آمریکایی که برای ایالات متحد رودخانه لا پلاتا خدمت می‌کرد، به کشتی‌های لنگرانداخته اطلاع داد که بوئنوس آیرس در سال ۱۸۱۶ مدعی مالکیت این سرزمین‌ها (در پی میراث اسپانیا) شده است.
در ۱۸۲۳، بوئنوس آیرس به بازرگان آلمانی‌تبار لوئیس ورنت اجازه داد تا فعالیت‌های ماهیگیری و بهره‌برداری از گاوهای وحشی در جزایر انجام دهد. ورنت در سال ۱۸۲۶ در خرابه‌های پورتو سولداد مستقر شد و پس از ایجاد زیرساخت لازم، مهاجران را به جزایر آورد و مستعمره‌ای دائمی پدیدآورد. در سال ۱۸۲۹، بوئنوس آیرس او را فرماندهٔ نظامی و مدنی جزایر منصوب کرد. ورنت سعی کرد صید مهر و فک را سامان دهد تا مانع از فعالیت‌های صیادان خارجی شود.
فعالیت‌های ورنت تا سال ۱۸۳۱ ادامه داشت، تا آن‌که اختلاف بر سر حقوق صید و شکار به یورش نیروی دریایی ایالات متحده انجامید. ناوشکن آمریکایی یواس‌اس لکسینگتون (۱۸۲۵) بندر را هدف قرار داد و فرمانده آن سیلاس دانکن دولت محلی را منحل اعلام کرد. ورنت مدعی شد کل مستعمره ویران شد، گرچه گزارش کشتی فقط به انهدام انبار باروت و اسلحه اشاره داشت.
در اکتبر ۱۸۳۲، بوئنوس آیرس تلاش کرد تا با استقرار یک پادگان، نفوذ خود را بر سکونتگاه حفظ کند؛ اما این پادگان طی یک ماه شورش کرد. سال بعد، نیروهای بریتانیایی به جزایر بازگشتند و بازاعلام حاکمیت بریتانیا بر جزایر فالکلند در سال ۱۸۳۳ صورت گرفت. کنفدراسیون آرژانتین به رهبری فرماندار خوان مانوئل دی روساس نسبت به اقدام بریتانیا اعتراض کرد، و دولت‌های آرژانتین از آن زمان تاکنون همواره به‌طور رسمی به اقدامات بریتانیا اعتراض کرده‌اند.
نیروهای بریتانیایی پس از انجام مأموریت خود منطقه را ترک کردند و منطقه بدون دولت رسمی باقی ماند. «متیو بریزبِن»، معاون ورنت و بازرگان اسکاتلندی، همان سال به جزایر بازگشت تا تجارت را احیا کند؛ اما تلاش‌های او به شکست انجامید. در پی ناآرامی در پورت لوئیس، گاوچویی به نام آنتونیو ریورو با همراهی چند تن دیگر، بریزبن و رهبران سکونتگاه را به قتل رساندند؛ بازماندگان تا زمان بازگشت بریتانیایی‌ها و بازگرداندن نظم، در غاری در یکی از جزایر پنهان شدند.
در سال ۱۸۴۰، جزایر فالکلند به مستعمرهٔ سلطنتی بریتانیا تبدیل شد و مهاجران اسکاتلندی بعدها یک جامعهٔ دامپروری رسمی را پایه‌گذاری کردند. چهار سال بعد، اکثر جمعیت به «پورت جکسون» منتقل شدند که محل مناسب‌تری برای تأسیسات دولتی تشخیص داده شد. بازرگانی به نام ساموئل لافون برنامه‌ای برای تشویق مهاجرت بریتانیایی‌ها آغاز کرد.
نام پورت جکسون به‌زودی به استنلی تغییر یافت و در ۱۸۴۵ رسماً به‌عنوان مرکز حکومت انتخاب شد. در آغاز، بندر استنلی شهرتی منفی داشت، زیرا کشتی‌ها تنها در مواقع اضطراری در آن پهلو می‌گرفتند. با این حال، موقعیت جغرافیایی فالکلند برای تعمیر کشتی‌ها و تجارت لاشهٔ کشتی‌ها (wrecking trade) بسیار مناسب بود. اما با گذشت زمان، به‌دلیل هزینهٔ بالای واردات، کمبود نیروی کار و افزایش دستمزدها، این تجارت از رقابت خارج شد. پس از سال ۱۸۷۰، با گسترش کشتی‌های بخار و کاهش هزینهٔ زغال‌سنگ در آمریکای جنوبی، استفاده از کشتی‌های بادبانی کاهش یافت و با افتتاح کانال پاناما در ۱۹۱۴، تجارت کشتی‌رانی عملاً پایان یافت.
در سال ۱۸۸۱، جزایر فالکلند از نظر مالی مستقل از بریتانیا شدند. برای بیش از یک سده، شرکت جزایر فالکلند بر تجارت و استخدام نیروی کار جزایر تسلط داشت و مالک اغلب املاک در شهر استنلی بود. این شرکت از صادرات پشم به بریتانیا سود فراوان برد.
در نیمهٔ نخست سدهٔ بیستم، جزایر فالکلند نقشی مهم در تقویت ادعاهای ارضی بریتانیا در جزایر زیرقطبی و بخشی از جنوبگان ایفا کردند. این مناطق از سال ۱۹۰۸ تحت ادارهٔ فالکلند با عنوان «وابستگی‌های جزایر فالکلند» درآمدند و تا زمان انحلال آن‌ها در سال ۱۹۸۵ تحت مدیریت باقی ماندند.
جزایر فالکلند همچنین در دو جنگ جهانی نقش نظامی محدودی ایفا کردند و پایگاهی راهبردی برای کنترل اقیانوس اطلس جنوبی به‌شمار می‌رفتند. در جنگ جهانی اول، در دسامبر ۱۹۱۴، نیروی دریایی سلطنتی بریتانیا طی نبرد جزایر فالکلند، ناوگان امپراتوری آلمان را شکست داد. در جنگ جهانی دوم، پس از نبرد رودخانه پلاته در دسامبر ۱۹۳۹، ناو جنگ‌زدهٔ اچ‌ام‌اس اکزتر (۶۸) برای تعمیر به فالکلند اعزام شد. در سال ۱۹۴۲، یک گردان که در مسیر هند بود، به‌دلیل نگرانی از احتمال حملهٔ ژاپن به جزایر، به فالکلند اعزام و به‌عنوان پادگان مستقر شد.
پس از پایان جنگ، اقتصاد فالکلند تحت تأثیر کاهش قیمت پشم و تشدید تنش‌های سیاسی ناشی از احیای منازعهٔ حاکمیت میان بریتانیا و آرژانتین قرار گرفت.
در نیمهٔ دوم سدهٔ بیستم، تنش‌های پنهان میان دو کشور شدت گرفت. رئیس‌جمهور آرژانتین خوان پرون ادعای حاکمیت بر جزایر را مطرح کرد. این اختلاف در دههٔ ۱۹۶۰ بالا گرفت، زمانی‌که سازمان ملل قطع‌نامه‌ای دربارهٔ استعمارزدایی تصویب کرد که آرژانتین آن را به سود خود تفسیر نمود. در سال ۱۹۶۵، مجمع عمومی سازمان ملل قطع‌نامه ۲۰۶۵ را تصویب کرد که خواهان آغاز مذاکرات دوجانبه برای حل مسالمت‌آمیز اختلاف بود.
بین سال‌های ۱۹۶۶ تا ۱۹۶۸، بریتانیا محرمانه با آرژانتین دربارهٔ واگذاری جزایر گفت‌وگو کرد و تصور داشت که نظر خود را به اهالی جزایر تحمیل خواهد کرد. در سال ۱۹۷۱ توافقی در زمینهٔ روابط تجاری میان جزایر و سرزمین اصلی حاصل شد و در پی آن، آرژانتین در سال ۱۹۷۲ یک فرودگاه موقت در استنلی ساخت. با این حال، مخالفت شدید ساکنان جزایر، که در پارلمان بریتانیا لابی قدرتمندی داشتند، و تنش‌های سیاسی، روند گفت‌وگوها را تا سال ۱۹۷۷ متوقف کرد.
در آغاز دولت مارگارت تاچر، بریتانیا که نگران هزینه‌های حفظ جزایر بود، بار دیگر امکان واگذاری حاکمیت به آرژانتین را بررسی کرد. گفت‌وگوهای جدی حاکمیتی تا سال ۱۹۸۱ متوقف شدند و اختلاف با گذشت زمان افزایش یافت.
در آوریل ۱۹۸۲، جنگ فالکلند آغاز شد؛ زمانی‌که ارتش آرژانتین با تهاجم ۱۹۸۲ به جزایر فالکلند و سایر سرزمین‌های بریتانیایی در اطلس جنوبی، برای مدتی کوتاه این مناطق را اشغال کرد. اما نیروهای اعزامی بریتانیا در ژوئن همان سال کنترل آن‌ها را بازپس گرفتند.
پس از جنگ، بریتانیا حضور نظامی خود را در منطقه تقویت کرد، پایگاه هوایی آراف ماونت پلیزنت (RAF Mount Pleasant) را ساخت و اندازهٔ پادگان را افزایش داد. جنگ همچنین حدود ۱۱۷ میدان مین بر جای گذاشت که نزدیک به ۲۰٬۰۰۰ مین ضدنفر و ضدوسایل نقلیه را شامل می‌شد. به‌دلیل تلفات زیاد نیروهای مین‌روب، عملیات پاک‌سازی در سال ۱۹۸۳ متوقف شد. میدان‌های مین فنس‌کشی شدند، اما همچنان خطر مهمات عمل‌نکرده و دستگاه‌های انفجاری بداهه وجود داشت. عملیات مین‌روبی از سال ۲۰۰۹ از سر گرفته شد و در اکتبر ۲۰۲۰ به‌طور کامل پایان یافت.
با توجه به توصیه‌های لرد شکلتون، اقتصاد جزایر که پیش‌تر وابسته به تک‌محصول (پشم گوسفند) بود، به سوی گردشگری و ماهی‌گیری (با ایجاد منطقه انحصاری اقتصادی فالکلند) متنوع شد. شبکهٔ راه‌سازی توسعه یافت و احداث فرودگاه ماونت پلیزنت امکان پروازهای دوربرد را فراهم کرد.
در دههٔ ۲۰۱۰، اکتشاف نفت در حوضهٔ فالکلند آغاز شد و نشانه‌هایی از منابع نفتی قابل بهره‌برداری گزارش گردید.

## اقتصاد

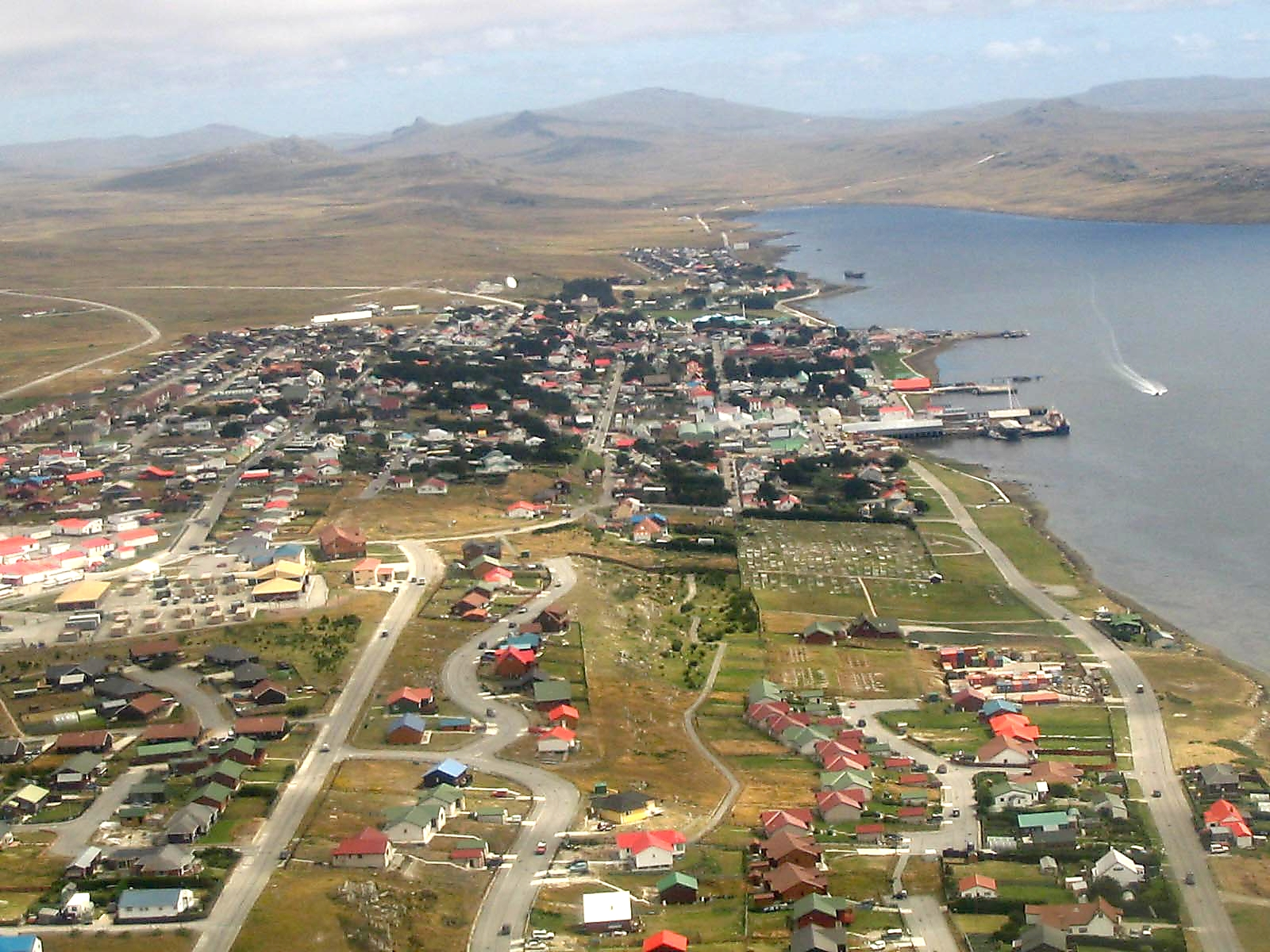
استنلی (جزایر فالکلند), که اکنون رسماً یک شهر محسوب می‌شود، مرکز مالی اقتصاد جزایر فالکلند است.

تا ۲۰۲۳، اقتصاد جزایر فالکلند در میان ۲۲۹ کشور، از نظر تولید ناخالص داخلی (بر پایه برابری قدرت خرید) در جایگاه ۲۲۱ جهان قرار داشته است، اما از نظر فهرست کشورها بر پایه سرانه تولید ناخالص داخلی (برابری قدرت خرید) در جایگاه دهمین جهانی قرار دارد. نرخ بیکاری در سال ۲۰۱۶ برابر ۱٪ و نرخ تورم در سال ۲۰۱۴، ۱٫۴٪ محاسبه شده است. بر پایهٔ داده‌های ۲۰۱۰، جزایر فالکلند دارای شاخص توسعه انسانی بالای ۰٫۸۷۴ و شاخص جینی نسبتاً معتدل ۳۴٫۱۷ برای نابرابری اقتصادی هستند. پول رایج در این جزایر پوند جزایر فالکلند است که با پوند استرلینگ بریتانیا دارای نظام نرخ ثابت ارز است.
پیشرفت توسعهٔ اقتصادی در این جزایر با تأسیس کارخانه کشتی‌سازی و دامداری گوسفند به‌منظور تولید پشم باکیفیت حاصل شد. نژادهای اصلی گوسفند در جزایر فالکلند عبارت‌اند از پولوارث و کوری‌دِیل. در دهه ۱۹۸۰، هرچند کمبود سرمایه‌گذاری در دامداری و استفاده از الیاف مصنوعی به این بخش آسیب زد، اما دولت با تأسیس یک منطقه انحصاری اقتصادی و فروش مجوزهای ماهی‌گیری به «همهٔ کسانی که مایل به ماهی‌گیری در این منطقه بودند» منبع درآمد اصلی‌ای فراهم ساخت. از زمان پایان جنگ فالکلند در سال ۱۹۸۲، فعالیت اقتصادی جزایر بیش‌ازپیش بر اکتشاف نفت و گردشگری متمرکز شده است. اکنون همهٔ سکونتگاه‌های بزرگ به‌وسیله جاده به هم متصل‌اند و از سال ۲۰۰۸، یک کشتی مسافربری جزایر فالکلند شرقی و غربی را به هم وصل می‌کند. صادرات اصلی جزایر شامل پشم، پوست، گوشت گوزن، ماهی و ماهی مرکب است؛ در حالی‌که واردات اصلی آن‌ها شامل سوخت، مصالح ساختمانی و پوشاک می‌شود.
بندر استنلی بار دیگر به کانون اقتصادی جزایر بدل شده و افزایش جمعیت آن به دلیل مهاجرت نیروی کار از منطقهٔ «کَمپ» است. نگرانی از وابستگی به درآمد مجوزهای ماهی‌گیری و تهدیدهایی چون ماهیگیری بی‌رویه، ماهیگیری غیرقانونی و روند بازار ماهی، توجه به حفاری‌های نفتی را به‌عنوان منبع جایگزین درآمد افزایش داده است. تا سال ۲۰۰۱، تلاش‌ها برای اکتشاف به کشف «ذخایر قابل بهره‌برداری» نینجامیده بود. تا سال ۲۰۲۳، عملیات اکتشاف نفت در فلات قارهٔ جزایر ادامه داشته و یک پروژهٔ آب‌های عمیق با رهبری Rockhopper Exploration در جریان بوده است. طرح‌های توسعه در حوزهٔ آموزش و ورزش نیز توسط دولت محلی جزایر و بدون کمک بریتانیا تأمین مالی شده‌اند.
بخش اولیه اقتصاد سهم عمده‌ای در تولید ناخالص داخلی جزایر فالکلند دارد؛ به‌طوری‌که صنعت ماهی‌گیری به‌تنهایی بین ۵۰ تا ۶۰ درصد از تولید ناخالص داخلی سالانه را تشکیل می‌دهد. کشاورزی نیز سهم مهمی در تولید ناخالص داخلی دارد و حدود یک‌دهم جمعیت را به‌کار گرفته است. بیش از یک‌چهارم نیروی کار در خدمت دولت جزایر فالکلند هستند و دولت محلی، بزرگ‌ترین کارفرمای مجمع‌الجزایر به‌شمار می‌رود. بخش خدمات، به‌ویژه گردشگری، با افزایش علاقه به گردشگری در جنوبگان و ایجاد خطوط هوایی مستقیم با بریتانیا و آمریکای جنوبی رشد کرده است. بیشتر گردشگران که عمدتاً گردشگران کشتی‌های کروز هستند، به دلیل حیات وحش و محیط‌زیست طبیعی جزایر و فعالیت‌هایی چون ماهی‌گیری و غواصی لاشه کشتی جذب منطقه می‌شوند؛ عمدهٔ آنان در استنلی اقامت می‌کنند. فرودگاه بین‌المللی اصلی، در فرودگاه نیروی هوایی سلطنتی ماونت پلزنت در فالکلند شرقی واقع شده و پروازهایی به فرودگاه نیروی هوایی سلطنتی بریتز نورتون در بریتانیا و آمریکای جنوبی دارد. فرودگاه پورت استنلی پروازهای داخلی را انجام می‌دهد. با وجود تعلیق پروازها از سانتیاگو و سائو پائولو و ممنوعیت گردشگری کشتی‌های کروز در پی همه‌گیری کووید–۱۹ در جزایر فالکلند، اقتصاد این جزایر پایدار و سالم باقی ماند.

## جمعیت

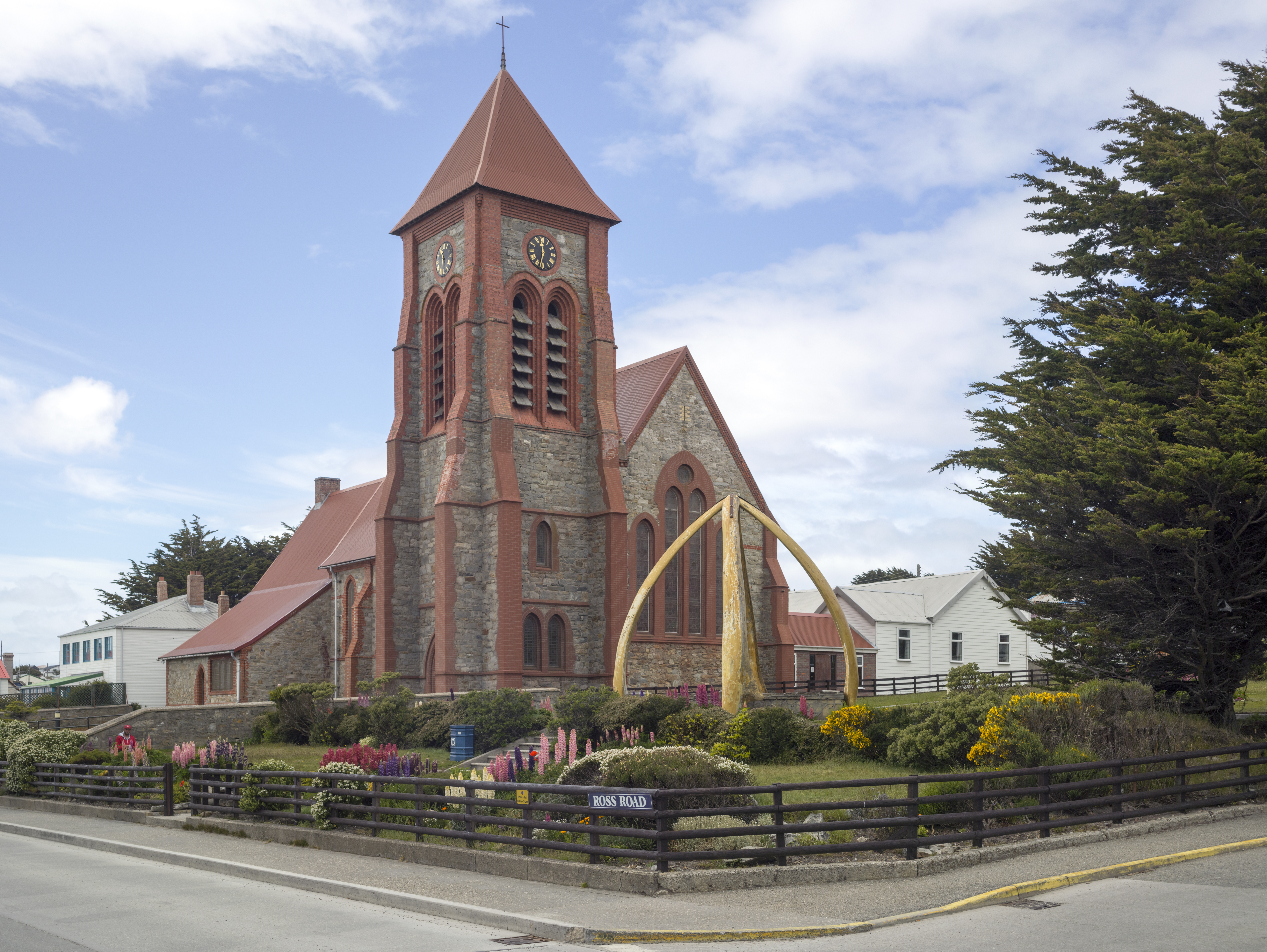
کلیسای جامع کرایست چرچ، کلیسای محلی عشای انگلیکان. بیشتر ساکنان فالکلند مسیحی هستند.

جمعیت جزایر فالکلند همگن است و عمدتاً از نوادگان مهاجران اسکاتلندی و ولزی تشکیل شده که پس از سال ۱۸۳۳ در این قلمرو ساکن شدند. جمعیت بومی جزایر همچنین از نوادگان انگلیسی‌ها، فرانسوی‌ها، جبل‌الطارقی‌ها، اسکاندیناویایی‌ها و اهالی آمریکای جنوبی هستند. در سرشماری سال ۲۰۱۶، ۴۳٪ از ساکنان در خود جزایر به دنیا آمده بودند و مهاجران خارجی جذب فرهنگ محلی شده بودند. اصطلاح قانونی برای حق اقامت در این سرزمین «تعلق به جزایر» است. در سال ۱۹۸۳، به موجب قانون تابعیت بریتانیا (جزایر فالکلند) ۱۹۸۳، شهروندی بریتانیا به ساکنان فالکلند اعطا شد.
در سده بیستم کاهش چشمگیری در جمعیت جزایر رخ داد؛ بسیاری از جوانان جزایر برای ادامهٔ تحصیل، سبک زندگی امروزی‌تر و فرصت‌های شغلی بهتر، به خارج از کشور مهاجرت کردند، به‌ویژه به شهر ساوت‌همپتون در بریتانیا که در جزایر به «استنلی شمالی» معروف شد. در سال‌های اخیر، این کاهش جمعیت با مهاجرت از بریتانیا، سنت هلن و شیلی تا حدی جبران شده‌است. در سرشماری ۲۰۱۲، بیشتر ساکنان ملیت خود را فالکلندی (۵۹٪)، سپس بریتانیایی (۲۹٪)، سنت هلنی (۹٫۸٪) و شیلیایی (۵٫۴٪) اعلام کرده‌اند. تعداد اندکی از آرژانتینی‌ها نیز در این جزایر زندگی می‌کنند.
تراکم جمعیت در جزایر فالکلند پایین است. در سرشماری ۲۰۱۲، جمعیت ساکن روزانهٔ جزایر ۲٬۹۳۲ نفر اعلام شد که کارکنان نظامی و خانواده‌های آنان را شامل نمی‌شود. در گزارشی در همان سال، ۱۳۰۰ نفر نیروی نظامی و ۵۰ نفر از کارکنان وزارت دفاع بریتانیا در جزایر حضور داشتند. استنلی (با ۲٬۱۲۱ نفر سکنه) پرجمعیت‌ترین نقطهٔ مجمع‌الجزایر است و پس از آن فرودگاه نیروی هوایی سلطنتی ماونت پلزنت (۳۶۹ نفر، عمدتاً پیمانکاران پایگاه هوایی) و ناحیهٔ کمپ (۳۵۱ نفر) قرار دارند. ترکیب سنی جمعیت جزایر به‌سوی سنین ۲۰ تا ۶۰ سال متمایل است. نسبت مردان به زنان ۵۳ به ۴۷ درصد است و این تفاوت در گروه سنی ۲۰–۶۰ برجسته‌تر است.
در سرشماری ۲۰۱۲، بیشتر ساکنان خود را مسیحی (۶۶٪) معرفی کردند؛ پس از آن بی‌دینان (۳۲٪) و ۲٪ باقی‌مانده پیروان دیگر ادیان از جمله بهائیت، بودیسم و اسلام بودند. شاخه‌های اصلی مسیحیت در جزایر، انگلیکان، دیگر پروتستان‌ها و کلیسای کاتولیک هستند.

## آموزش
همچنین بنگرید به: آموزش در جزایر فالکلند
آموزش در جزایر فالکلند که از نظام آموزشی انگلستان پیروی می‌کند، برای ساکنان بین ۵ تا ۱۶ سال اجباری و رایگان است. آموزش ابتدایی در استنلی، پایگاه نیروی هوایی سلطنتی ماونت پلزنت (برای فرزندان نیروهای نظامی) و چند سکونتگاه روستایی ارائه می‌شود. آموزش متوسطه فقط در استنلی موجود است که امکانات شبانه‌روزی و ۱۲ درس تا سطح جی‌سی‌اس‌ئی دارد. دانش‌آموزان ۱۶ سال به بالا می‌توانند برای دریافت سطح پیشرفته جی‌سی‌ئی یا مدارک حرفه‌ای به کالج‌هایی در انگلستان بروند. دولت جزایر فالکلند هزینهٔ تحصیل دانشجویان مقاطع بالاتر را، که معمولاً در بریتانیا انجام می‌شود، پرداخت می‌کند.

## فرهنگ

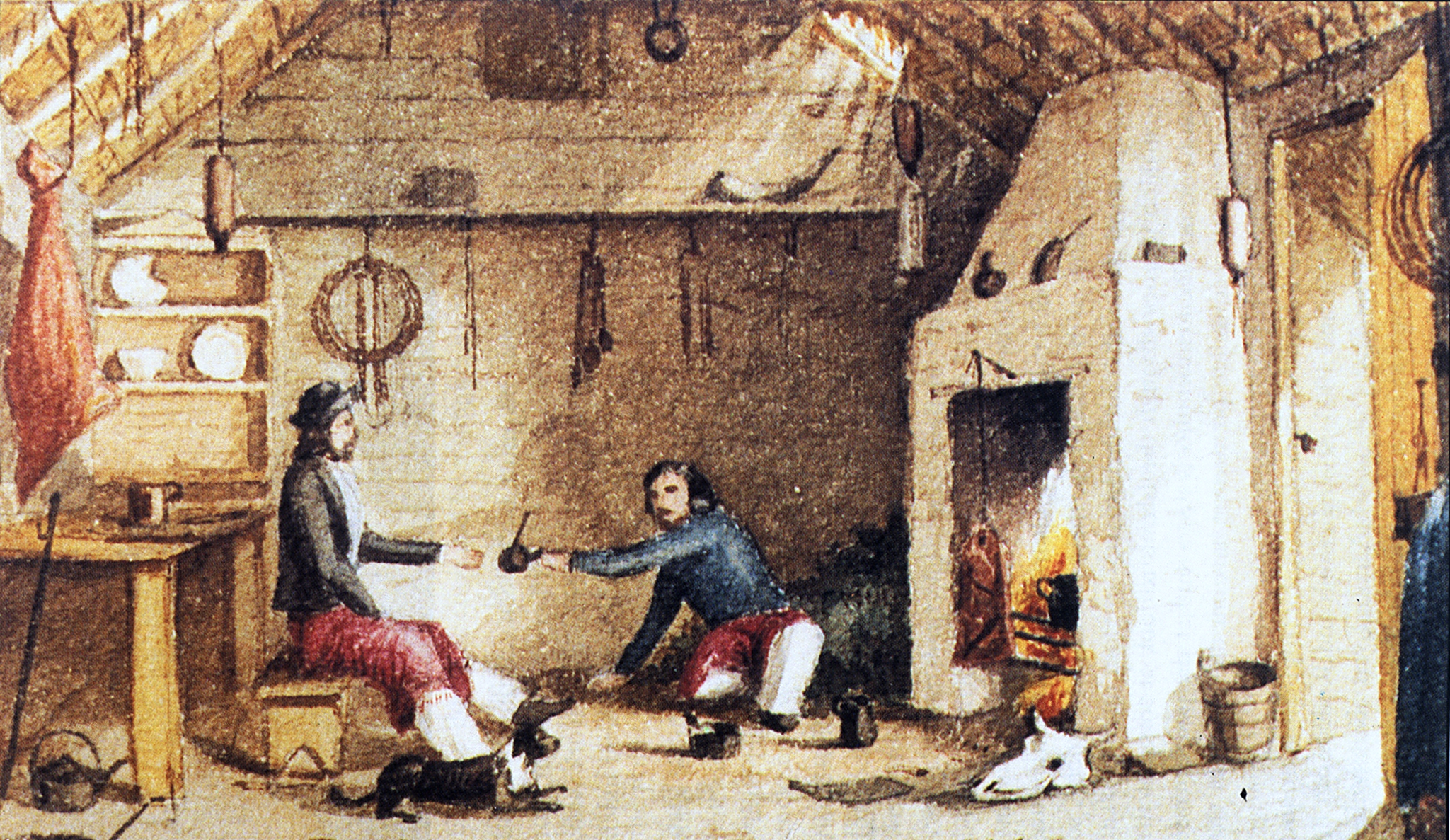
گائوچوهایی از آمریکای جنوبی، مانند این دو نفر در حال نوشیدن ماته در هوپ پلیس واقع در فالکلند شرقی، بر گویش محلی تأثیر گذاشته‌اند.

فرهنگ جزایر فالکلند بر پایهٔ فرهنگ در بریتانیای مهاجران بریتانیایی بنیان نهاده شده، اما از آمریکای اسپانیایی‌زبان نیز تأثیر پذیرفته‌است. ساکنان هنوز برخی واژگان و نام‌های جغرافیایی گائوچوهای پیشین را استفاده می‌کنند. زبان غالب و رسمی، انگلیسی است و گویش رایج آن انگلیسی بریتانیایی است؛ بااین‌حال، برخی ساکنان به اسپانیایی نیز صحبت می‌کنند. به گفتهٔ طبیعت‌دان ویل واگستف: «جزایر فالکلند بسیار اجتماعی هستند و مکثی برای گفت‌وگو، بخشی از سبک زندگی است».
جزایر یک روزنامهٔ هفتگی به نام The Penguin News دارند و برنامه‌های رادیویی و تلویزیونی معمولاً از بریتانیا پخش می‌شوند. واگستف آشپزی محلی را «بسیار بریتانیایی با استفاده زیاد از سبزیجات خانگی، گوشت بره، گوسفند، گاو و ماهی» توصیف می‌کند. میان‌وعده‌های رایج «کیک‌ها و بیسکویت‌های خانگی با چای یا قهوه» هستند. به‌گفتهٔ او، فعالیت‌های اجتماعی «مانند یک شهر کوچک بریتانیایی است با طیف متنوعی از باشگاه‌ها و سازمان‌ها که جنبه‌های مختلف زندگی اجتماعی را پوشش می‌دهند».

### ورزش
با وجود اندازهٔ کوچک خود، جزایر فالکلند در بازی‌های کشورهای مشترک‌المنافع و بازی‌های جزایر شرکت می‌کنند. تیم ملی کریکت جزایر فالکلند عضو انجمن بین‌المللی کریکت است.